# Андреа Кейн
Андреа Кейн (на английски: Andrea Kane) е американска писателка на бестселъри в жанра исторически любовен роман и романтичен трилър.

## Биография и творчество
Андреа Кейн е родена на 10 май 1955 г. в Рочестър, Ню Йорк, САЩ. Публикува първото си есе докато е в гимназията. От 1981 г. учи в Университета на Рочестър и го завършва през 1985 г. с бакалавърска степен.
От 1990 г. до 2000 г. Андреа Кейн пише исторически романси, които, макар и да са добри, не и носят популярност.
С настъпването на новия век започва да пише романтични психологически трилъри. За целта тя работи в сътрудничество с ФБР – консултира се със звеното за престъпления срещу деца, кризисното звено за преговори, звеното за азиатска престъпност, отдела за анализ на поведението, с членове на различни екипи за криминалистика, и отдели за различни видове престъпления. Посещава няколко офиса на бюрото в различни градове и на главна квартира. Научава се да стреля с „Глок“, на правилата за водене на преговори, и на стотиците съкращения в дейността на ФБР. Посещавала е дори „Куонтико“, за да се запознае с базата и събере впечатления от обучението на агентите.
Първият е трилър „Run For Your Life“ излиза през 2000 г. и става веднага бестселър. Следват още романи от нейните популярни серии „ФБР – Слоун Бърбанк“, „Питър „Монти“ Монтгомъри“ и „Криминален инстинкт“.
Андреа Кейн обича да е перфектна, доколкото може, в своите произведения. Пише не повече от четири часа на ден с чаша кафе, предимно сутрин и вечер, а използва следобедите да прави проучвания или да преглежда написаното. Така постепенно от основата на проучванията и идеите се раждат реалистичните герои и сюжети.
Романите ѝ са преведени на повече от двадесет езика.
Член е на Организацията на писателите на романси на Америка, на писателите на криминални романи на Америка и на Международната организация на писателите на трилъри.
Андреа Кейн живее в Мартинсвил или Парсипани, Ню Джърси, САЩ, със съпруга си Брадфорд Майкъл Кейн и дъщеря си Уенди Кейн (1970). В свободното от работа време или задълженията в семейството, обича да решава кръстословици и судоку, да гледа криминални филми или медицински драми, или да разхожда кученцето си.

## Произведения

### Самостоятелни романи
- Dream Castle (1992)
Замъкът на мечтите, изд.: ИК „Бард“, София (2002), прев. Диана Кутева, Стамен Стойчев
- Masque of Betrayal (1993)
- Emerald Garden (1996)
- The Music Box (1998)
- Run For Your Life (2000)
- No Way Out (2001)
Благословена жена, изд.: ИК „Компас“, Варна (2007), прев. Димитър Добрев
- Scent of Danger (2003)
- I'll Be Watching You (2006)
Изпитания, изд.: ИК „Компас“, Варна (2006), прев. Димитър Добрев

### Серия „Фамилия Барет“ (Barrett Family)
1. My Heart's Desire (1991)
2. Samantha (1994)

### Серия „Любовта на Кингсли“ (Kingsley in Love)
1. Echoes in the Mist (1994)
2. Wishes in the Wind (1996)

### Серия „Черен диамант“ (Black Diamond)
1. Legacy of the Diamond (1997)
2. The Black Diamond (1997)

### Серия „Фамилия Торнтън-Бромлайт“ (Thornton-Bromleigh Family)
1. The Last Duke (1995)
Последният херцог, изд.: ИК „Бард“, София (1996), прев. Красимира Матева
2. „Yuletide Treasure“ in A Gift of Love (1996)
3. The Theft (1998)

### Серия „Монетата на Колби“ (Colby's Coin)
1. The Gold Coin (1999)
2. The Silver Coin (1999)

### Серия „ФБР – Слоун Бърбанк“ (FBI – Sloane Burbank)
1. Twisted (2009)
2. Drawn in Blood (2009)

### Серия „Питър „Монти“ Монтгомъри“ (Peter „Monty“ Montgomery)
1. Wrong Place, Wrong Time (2007)
2. Dark Room (2007)

### Серия „Криминален инстинкт“ (Forensic Instincts)
1. The Girl Who Disappeared Twice (2012)
2. The Line Between Here and Gone (2012)
3. The Stranger You Know (2013)
4. The Silence That Speaks (2015)
5. The Murder That Never Was (2016)
6. A Face to Die For (2017)

### Сборници новели
- Yuletide Treasure" в A Gift of Love (1996) – с Джудит Макнот, Джуд Деверо, Кимбърли Кейтс и Джудит О'Браян
- „Stone Cold“ в Wait Until Dark (2001) – с Линда Андерсън, Карън Робърдс и Марая Стюарт